# Портрет Ермолая Фёдоровича Керна
«Портрет Ермолая Фёдоровича Керна» — картина Джорджа Доу и его мастерской, из Военной галереи Зимнего дворца.
Картина представляет собой погрудный портрет генерал-майора Ермолая Фёдоровича Керна из состава Военной галереи Зимнего дворца.
К началу Отечественной войны 1812 года подполковник Керн командовал Белозерским пехотным полком, в сражении под Смоленском был контужен, за отличие в Бородинском сражении был произведён в полковники, а за бои в Вязьме получил чин генерал-майора. Во время Заграничных походов 1813 и 1814 годов отличился в сражении под Бауценом, в Битве народов под Лейпцигом был ранен, с начала 1814 года командовал 3-й бригадой 17-й пехотной дивизии, отличился при штурме Суассона. Во время кампании Ста дней блокировал Майнц.
Изображён в генеральском вицмундире, введённом для пехотных генералов 7 мая 1817 года. Слева на груди звезда ордена Св. Анны 1-й степени; на шее кресты ордена Св. Владимира 2-й степени и прусских орденов Красного орла 2-й степени и Пур ле мерит; справа на груди крест ордена Св. Георгия 4-го класса, золотой крест «За взятие Праги», серебряная медаль «В память Отечественной войны 1812 года» на Андреевской ленте и крест шведского Военного ордена Меча 4-й степени. С тыльной стороны картины надписи: Kern и Geo Dave RA pinxt . Подпись на раме: Е. Ѳ. Кернъ 1й, Генералъ Маiоръ.
7 августа 1820 года Комитетом Главного штаба по аттестации Керн был включён в список «генералов, заслуживающих быть написанными в галерею» и 11 января 1822 года император Александр I приказал написать его портрет. Вскоре из Инспекторского департамента Военного министерства Керну было отправлено письмо с извещением что «Государь император соизволил, чтоб портрет его был списан живописцем Давом, посему не угодно ли иметь свидание с сим художником». Сам Керн в это время командовал 11-й пехотной дивизией и постоянно находился в Москве, но известно, что в конце декабря 1821 года он приезжал в Санкт-Петербург, и, вероятно, после Новогодних празднеств встретился с Доу. Гонорар Доу был выплачен 24 февраля 1822 года. Готовый портрет поступил в Эрмитаж 7 сентября 1825 года.
В. М. Глинка, касаясь взаимоотношений А. С. Пушкина и Е. Ф. Керна, писал: «Портрет Е. Ф. Керна хорошо передаёт нерусский тип его характерного, немолодого лица. Видя этот портрет в галерее, поэт, вероятно, вспоминал свою встречу с генералом в Тригорском и те чувства, которые он тогда к нему испытывал».
В 1840-е годы в мастерской И. П. Песоцкого по рисунку И. А. Клюквина с портрета была сделана литография, опубликованная в книге «Император Александр I и его сподвижники» и впоследствии неоднократно репродуцированная. В части тиража напечатана другая, неподписанная литография с этого портрета, отличающаяся мелкими деталями.